# Mario Landi (cantor)
Mario Landi (Argentina, 26 de abril de 1911-1 de noviembre de 1993), cuyo nombre verdadero era Mario Alberto Villa fue un cantor dedicado en su país al género del tango.

## Actividad profesional
Se inició profesionalmente en 1936 cuando ingresó a la orquesta de Juan D'Arienzo en reemplazo de Walter Cabral; posteriormente se incorporó a la orquesta Los Mendocinos, dirigida por Francisco Lauro, donde también participaba como pianista Alfredo De Angelis y al que posteriormente entró Juan Sánchez Gorio como primer bandoneón. En 1939 Sánchez Gorio se desvinculó de Lauro y formó un conjunto con el pianista Bernardo Bas y la voz de Mario Landi, que duró un año. Landi Integró luego otros conjuntos, incluido el de Víctor D'Amario  y Juan Sánchez Gorio, hasta 1946 en que formó, con el pianista Juan Carlos Howard el rubro Howard–Landi, en el que alternó también el cantor Alberto Morales, haciendo una exitosa temporada en el cabaret Sans Souci y una gira por Uruguay.
Posteriormente, compuso con el pianista Manuel Sucher el rubro Landi-Sucher y en 1955 formó un conjunto con músicos grabando para el sello T.K. y actuando en Radio Belgrano.

## Labor como compositor
Con Andrés Falgás compuso los tangos Cielo y Alondra mía, con Juan Sánchez Gorio, Quién sos vos y Mi condena, con letra de Rodolfo Martincho, seudónimo de Rodolfo José Martínez, Che, existencialista y Qué querés con París y con Miguel Bonano y Roberto Miró, Me grita el corazón.